# Félix González Canto
Félix Arturo González Canto (Cozumel, Quintana Roo; 23 de agosto de 1968) es un político y economista mexicano, miembro del Partido Revolucionario Institucional. Fue gobernador del estado de Quintana Roo, Presidente Municipal de Cozumel y Diputado Federal en la Cámara de Diputados del Congreso de la Unión por el I Distrito Electoral Federal de Quintana Roo.

## Trayectoria política

### Elección como Gobernador de Quintana Roo 2005
Félix González Canto fue elegido candidato a gobernador de Quintana Roo por el Partido Revolucionario Institucional en medio de acusaciones de que era favorecido por el entonces gobernador Joaquín Hendricks Díaz, lo que causó la renuncia al PRI de la senadora Addy Joaquín Coldwell, quien fue postulada por el Partido Acción Nacional, además de ella en la elección constitucional se enfrentó con el candidato del PRD, el expresidente municipal de Benito Juárez, Juan Ignacio García Zalvidea «El Chacho», quien se había enfrentado acremente con Hendricks. En unas elecciones muy competidas González Canto obtuvo el triunfo, que aunque cuestionado por García Zalvidea fue ratificado por el Tribunal Electoral del Poder Judicial de la Federación.

## Gobernador de Quintana Roo (2005-2011)

### Finanzas de estado de Quintana Roo
Se cuestiona el alto endeudamiento de su Estado, la deuda pasó de 1,880 millones a 13 mil millones de pesos, casi la multiplicó por 10 veces en seis años.
Los principales señalamientos se resumen en cuatro empréstitos:
- 1) 9 de noviembre del 2006, Fue un refinanciamiento de la deuda del gobierno anterior Joaquín Hendricks Díaz orden de los 1,257 millones de pesos.
- 2) El 25 de noviembre del 2008, fue aprobado el decreto 66, que autorizaba al gobierno de Quintana Roo contratar un crédito por 1,900 millones de pesos.
- 3) 10 de diciembre del 2009 fue publicado en el Periódico Oficial del estado el decreto número 196 sobre un empréstito por la cantidad de 2,661 millones de pesos para obras y proyectos productivos, así como para refinanciar el anterior empréstito de 1,900 millones de pesos.
- 4) En 2011,  fue autorizado un cuarto empréstito por 2 mil 700 millones de pesos, adicional a los antes contratados y refinanciados.

#### Centro de Convenciones de Chetumal
Con un costo de 300 millones de pesos, el gobierno estatal construye el Centro Internacional de Negocios y Convenciones , considerado por muchos como un «elefante blanco» ya que solo de usa para fiesta y principalmente evento oficiales del mismo Gobierno de estado. Si bien la obra era necesaria para la ciudad, muchos señalan su sobre costo para justificar el desvío de fondos estatales.

### Congreso del Estado de Quintana Roo
Inicia su gobierno con la XI Legislatura con un Congreso muy Plura y pero es en la XII Legislatura con el que se gana la mayoría de su partido. Con su tío el diputado priista Luis González Flores  luego de que la mayoría priista que encabezaba autorizó al gobierno de Quintana Roo que contratara un préstamo por 2 mil 700 millones de pesos.  avalara un segundo decreto para endeudar al estado en los siguientes 20 años.
Meses antes, en diciembre de 2009, operó con su bancada y la del Verde Ecologista para que, sin el aval del PAN ni del PRD, se aprobara que el gobierno estatal adquiera un préstamo por 2 mil 661 millones, también a pagar en 20 años. En ambos se argumentó que los fondos serían para financiar “obra pública productiva

### Tribunal Superior de Justicia del Estado de Quintana Roo
En julio del año 2008, el Congreso del Estado reformó el artículo 99, permitiendo así la reelección indefinida del titular del TSJE, en periodos de tres años. Por lo que ratifica por un segundo (2008) y tercer (2011) periodo como Presidenta del Tribunal Superior de Justicia de Quintana Roo Lizbeth Song Encalada misma que llevaba al frente del Tribunal desde el 2000 tras la renuncia Joaquín González Castro completando su periodo.
Cuando en el año 2008 González Flores llegó como diputado y líder del Congreso, tenía una encomienda de su sobrino, el gobernador Félix González Canto. Como la legislatura saliente había estado dominada por la oposición, las propuestas del gobierno del estado para adquirir deuda habían sido rechazadas. Pero en ésta, donde el PRI tendría mayoría, y que además encabezaría su familiar, el gobernador recibió su primer aval en noviembre de aquel año cuando se le autorizó que adquiriera un préstamo por mil 900 millones de pesos. Tres años después Quintana Roo se encuentra en la lista de los 10 estados de la República más endeudados, con poco más de 7 mil 261 millones de pesos, cantidad que no incluye la deuda contraída por los nueve municipios del estado durante este lapso, que sumarían alrededor de dos mil 417 millones de pesos.

## Senador de Quintana Roo (2012-2018)
Preside la Comisión de Turismo de la XXX Legislatura, En su primer año como Presidente de la Comisión de Turismo del Senado, reporta en su informe de actividades, 21 expedientes dictaminados, de los cuales 2 son minutas, 8 iniciativas y 11 puntos de acuerdo. El senador por Quintana Roo hasta el momento no ha presentado ninguna iniciativa (en su segundo año legislativo), y el trabajo en la materia han sido ajustes a las leyes pero no hay alguna propuesta de gran calado para el sector turismo.
Como presidente de la Comisión reportó ya cuatro viajes al extranjero: En noviembre de 2012, acompañó a la secretaria de Turismo, Gloria Guevara Manzo al World Travel Market en Londres, Inglaterra, para impulsar el turismo mexicano.
En el 2013, el senador quintanarroense viajó a la FITUR de Madrid en España en enero de 2013, y en julio del mismo año, acompañó a la titular de la Sectur, Claudia Ruiz Massieu, a una gira de trabajo a China.

## Controversias

### Caso Mayra
Mayra Ayuso Rodríguez de 16 años, se presume estaba involucrada sentimentalmente Félix González Canto en ese momento presidente municipal de Cozumel, el 9 de noviembre de 1999 Mayra Ayuso, su cuerpo es encontrado cerca del Aeropuerto de la isla, la investigación arrojo que Mayra estaba embarazada, Sus familiares señalan al municipe ya que era conocida por ellos y sus vecinos la cercanía entre ellos dos.
Después de 5 años y 5 meses en el poder, las investigaciones no avanzaron. La presentación de esta serie de entregas menciona a un posible ‘chivo expiatorio’ de y encarcelando a Nelson Ciau Polanco presunto novio de Mayra.
La madre de la muchacha, Ana Isabel Rodíguez Mejía, presentó denuncia penal ante la Procuraduría General de Justicia del Estado por el extravío de la averiguación previa 1100/99.

### Lydia Cacho
En diciembre del 2005 el juez quinto del ramo penal de Puebla, giro una orden de aprensión por difamación y calumnia contra la periodista Lydia Cacho, por lo que pidió apoyo al poder judicial de Quintana Roo, mismos que ejecutaron la orden aprendiendo a la periodista en la ciudad de Cancún.
Lydia Cacho afirma que la detención fue ilegal y que no fueron agentes de estado de Quintana Roo, donde fue secuestrada por elementos policiacos de Puebla y trasladada de manera ilegal a ese estado, por orden del gobernador de Puebla Mario Marín Torres, evidenciando la colusión entre los mandatarios de Quintana Roo y Puebla.